# Bernhards Versuchung durch das Mädchen

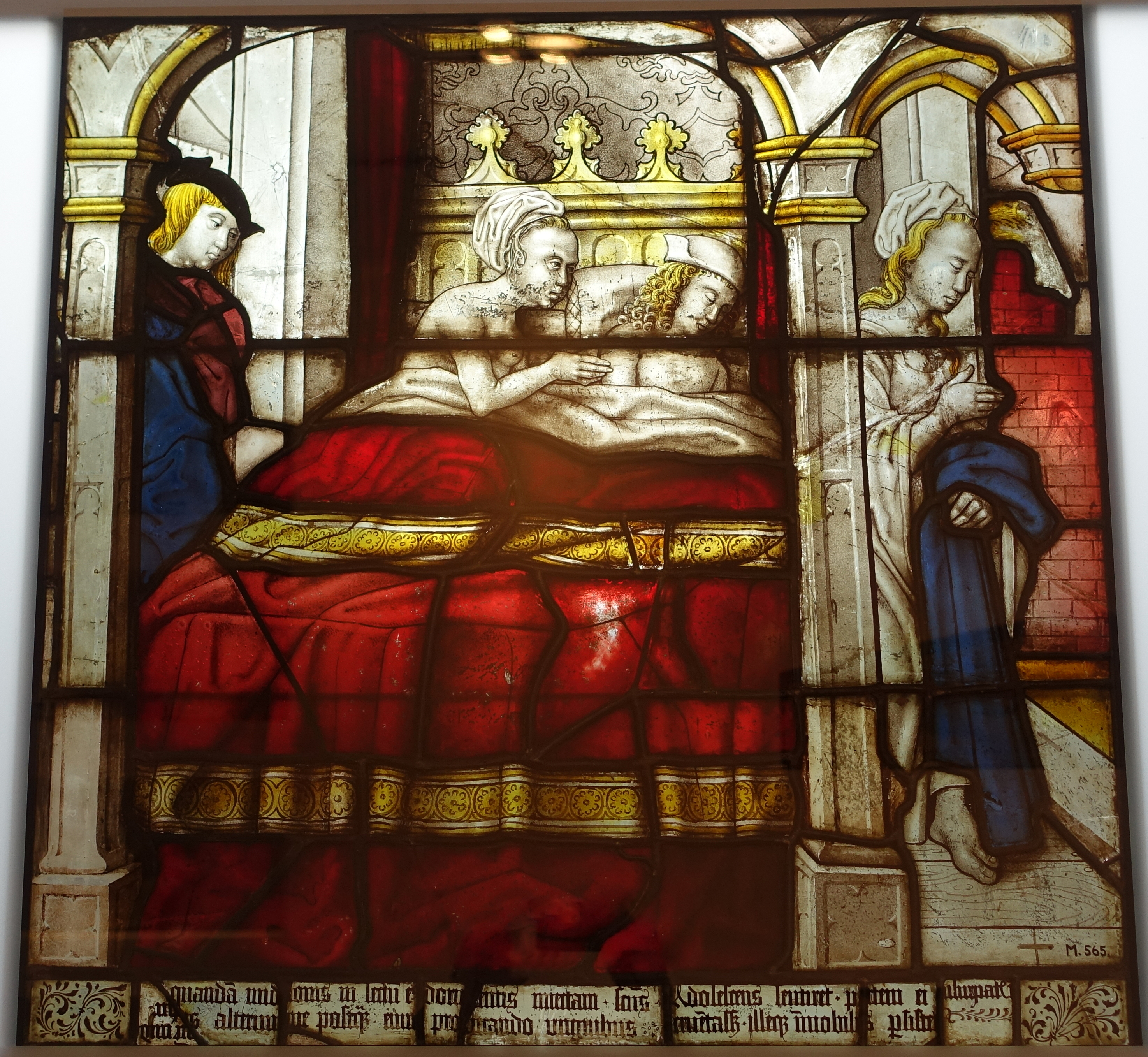
Scheibe mit der Darstellung Bernhards Versuchung durch das Mädchen

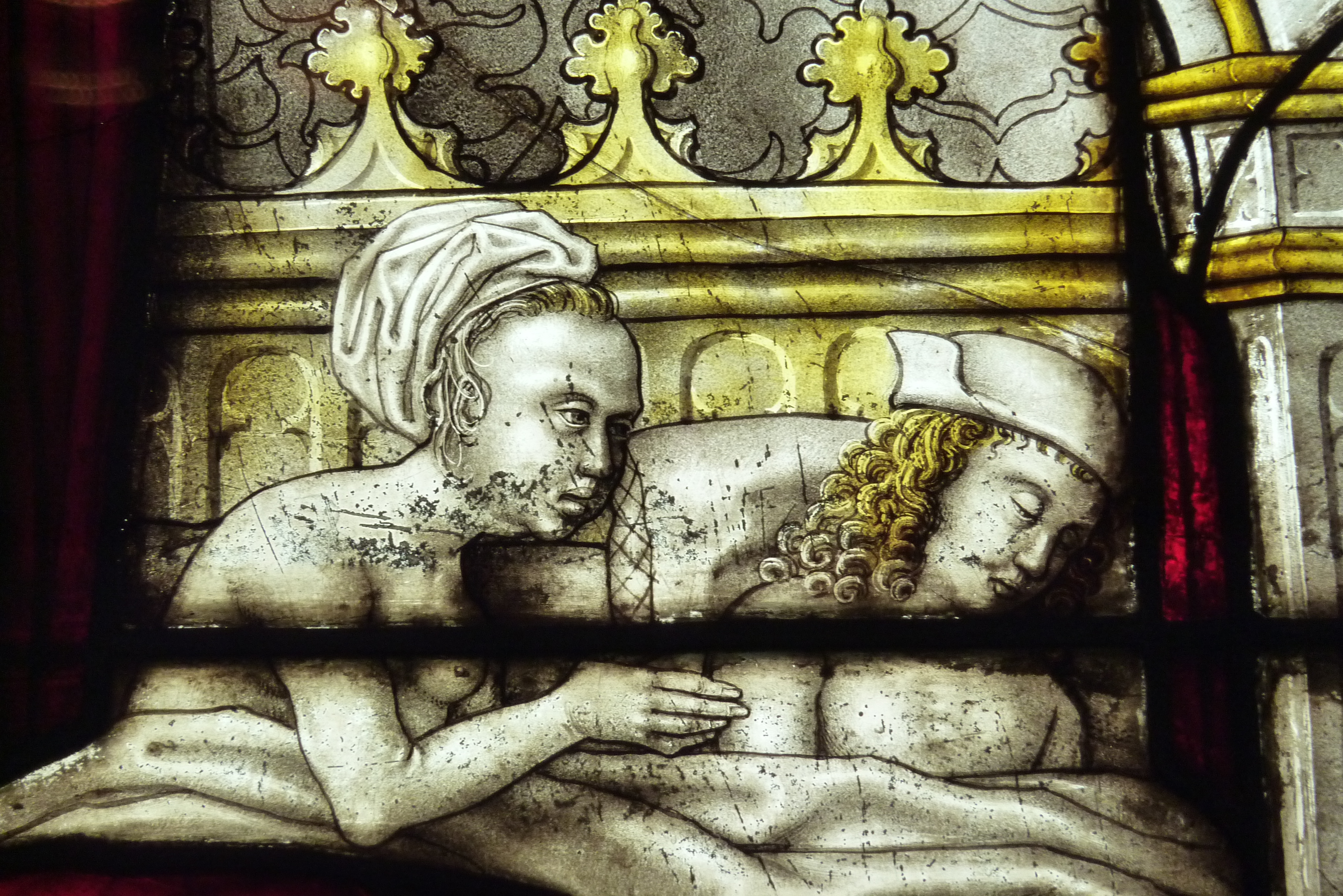
Ausschnitt

Bernhards Versuchung durch das Mädchen ist Teil eines Bleiglasfensters aus dem Bernhard-Zyklus der Abtei Altenberg, der zwischen 1502 und 1532 für den Kreuzgang des Klosters Altenberg geschaffen wurde. Es befindet sich seit 1932 im Museum Schnütgen und hat die Inventar-Nr. M 565. 

## Herkunft
Die Scheibe gehörte zu den 1806 ausgebauten Scheiben des Kreuzgangs der Abtei Altenberg. Sie kam in die Sammlung des Weinhändlers Johann Heinrich Pleunissen (1731–1810) in Köln und wurde an seine Tochter Maria Franziska Hirn geb. Pleunissen (1765–1833) vererbt. Bei der Versteigerung im Jahr 1824 kam die Scheibe in die Sammlung von Matthias Joseph de Noël, der sie mit anderen Kunstwerken 1852/53 der Stadt Köln schenkte. 

## Beschreibung
Die Scheibe stammt aus einem Zyklus über das Leben des heiligen Bernhard, sie ist ca. 73 cm breit und 67,8 cm hoch. Wieder soll Bernhard von einem jungen Mädchen verführt werden, das unbekleidet in seinem Bett liegt. Bernhard widersteht der Versuchung und als das Mädchen dies erkennt, verlässt es, den Mantel über den Arm gelehnt, sein Schlafgemach. Beide Szenen werden nebeneinander in einer Simultandarstellung gezeigt und durch die architektonische Rahmung getrennt. Links vom Bett steht ein Jüngling, dessen Bedeutung nicht klar ist. Möglicherweise handelt sich hierbei um eine spätere Ergänzung.